# Frontière entre l'Afghanistan et l'Ouzbékistan

L'Amou-Daria marque la frontière entre l'Afghanistan et l'Ouzbékistan.

La frontière entre l'Afghanistan et l'Ouzbékistan est la frontière séparant l'Afghanistan et l'Ouzbékistan.
Marquée par le fleuve Amou-Daria, cette frontière se situe au nord de l'Afghanistan, à une cinquantaine de kilomètres au nord de la ville afghane de Mazar-e-Charif. Passant au sud-est du territoire ouzbek, elle est la limite méridionale de la province de Sourkhan-Daria.
Le seul pont traversant cette frontière est le pont de l'Amitié Afghanistan-Ouzbékistan entre Termez sur la rive droite du fleuve et Jeyretan sur la rive gauche afghane.